# الانفجار الأفالوني

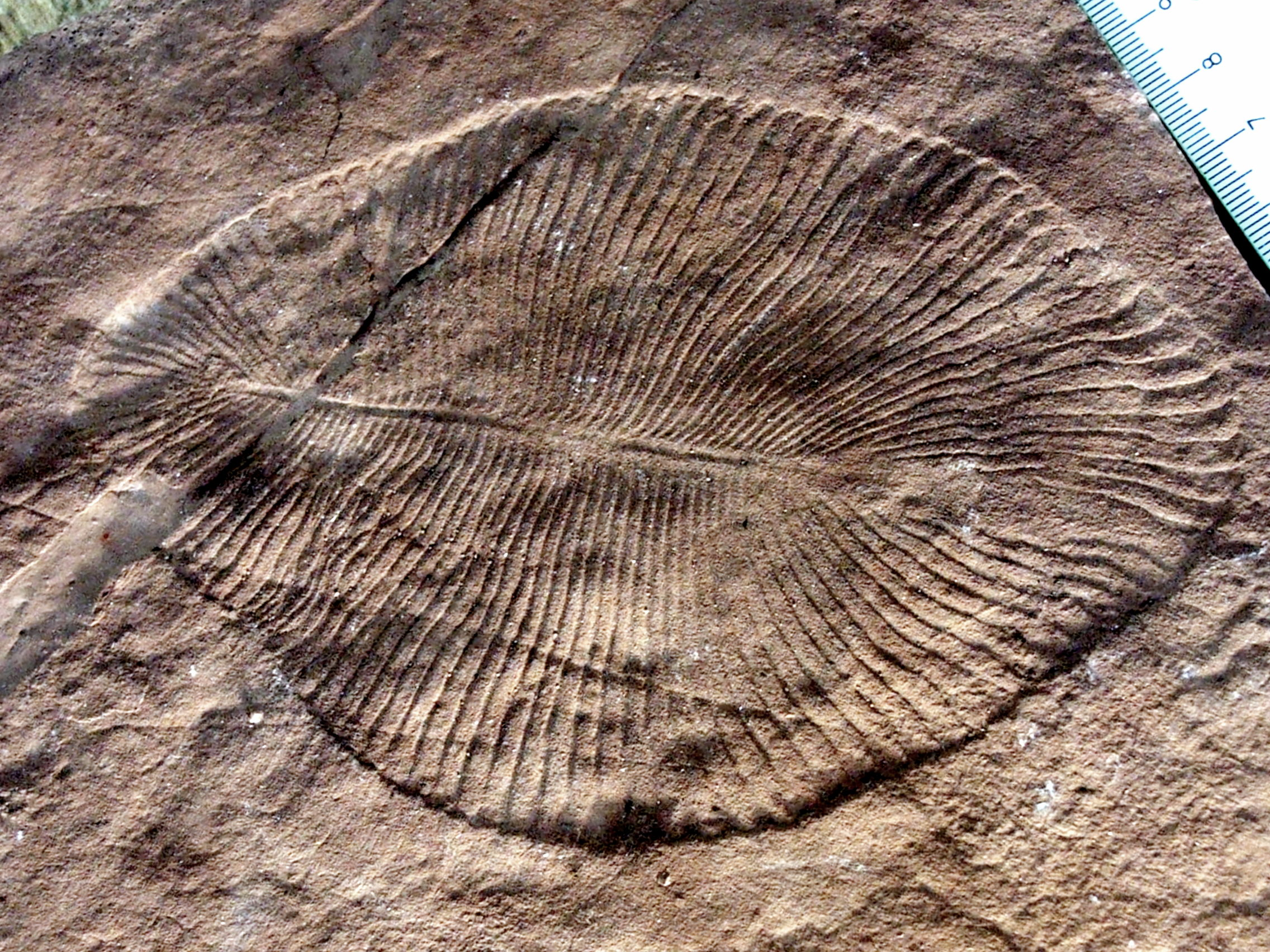
الديكينسونيا

الانفجار الأڤالوني هو حدث تطوري مقترح في تاريخ الميتازوا، وهو معادل للانفجار الكامبري للشُعب الحالية، وقد حدث قبله في وقت سابق بما يقدر بـ 33 مليون سنة (منذ 575 مليون سنة مضت)، الاسم جاء من حيوانات ما قبل الكمبري في شبه جزيرة أڤالون.
تم العثور على التتبع الأحفوري لهذه الكائنات الحية في جميع أنحاء العالم، وهي تمثل أقدم الكائنات المعقدة متعددة الخلايا المعروفة، الانفجار الأڤالوني يُسمى أيضًا الحدث الإشعاعي للحيويات الإدياكارية، الحيويات اختفت إلى حد كبير بالتزامن مع زيادة سريعة في التنوع البيولوجي المعروف باسم الانفجار الكامبري.
تم اقتراح الانفجار الأڤالوني من قبل علماء الإحاثة بجامعة فرجينيا للتقنية من خلال تحليل التغير في مساحة التشكل في التجمعات الإدياكارية، ويوحي الاكتشاف أنه من الممكن أن يكون هناك أكثر من حدث انفجار واحد في وقت مبكر من تطور الحيوانات، والتحليل الأصلي كان موضوع خلافي في الأدب.
ويبدو أن الانفجار الأڤالوني يشبه الانفجار الكامبري في الزيادة السريعة في تنوع التشكل في إطار زمني صغير نسبيًا، تلاه تنويع تصنيفي ضمن تشكل محدود، ولوحظ نمط مماثل لذلك في الأحداث التطورية الأخرى.